# Coraline (phim)
Coraline là một bộ phim phiêu lưu hoạt hình tĩnh vật của Mỹ năm 2009 do Laika sản xuất và được phân phối bởi Focus Features. Bộ phim do Henry Selick đạo diễn, với sự tham gia của các diễn viên Dakota Fanning, Teri Hatcher, Jennifer Saunders, Dawn French, Keith David, John Hodgman, Robert Bailey Jr. và Ian McShane.

## Lồng tiếng
- Dakota Fanning vai Coraline Jones
- Teri Hatcher vai Mel Jones và The Beldam
- Jennifer Saunders vai April Spink và bản sao của nhân vật ở thế giới khác
- Dawn French vai Miriam Forcible và bản sao của nhân vật ở thế giới khác
- John Hodgman vai Charlie Jones và người cha khác
- Robert Bailey Jr. vai Wyborne "Wybie" Lovat
- Keith David vai Con mèo
- Ian McShane vai Sergei Alexander Bobinsky và bản sao của nhân vật ở thế giới khác
- Carolyn Crawford vai Bà Lovat
- Aankha Neal, George Selick, và Hannah Kaiser vai Những đứa trẻ ma
- Marina Budovsky và Harry Selick vai bạn của Coraline đến từ Pontiac, Michigan